# Centaurea paniculata
Centaurea paniculata — вид рослин з роду волошка (Centaurea) й родини айстрових (Asteraceae); поширений у південно-західній Європі. Етимологія: лат. panicula — «волоть», atus — прикметниковий (присвійності або подібності) суфікс для іменників.

## Опис
Дворічна рослина 3–7 дм, з розбіжними гілочками, сірувато або білувато зеленими. Листки перисті або 2-перисторозділені, з лінійними або довгастими сегментами. Квіткові голови поодинокі, іноді зібрані в довгу волоть. Квітки пурпурні. Сім'янки завдовжки ≈ 2 мм

## Середовище проживання
Поширений у південно-західній Європі: Франція, Італія, Іспанія, Швейцарія (неофіт).